# Tonči Kerum
Tonči Kerum (1953. – Split, 31. svibnja 2002.) je bio poznati hrvatski karikaturist iz Splita, rodom iz Ogorja. Bio je "posljednji boem" grada Splita.
Karikature je objavljivao u Slobodnoj Dalmaciji, zatim u glasilu nogometnog kluba Hajduk iz Splita i drugim listovima. U Slobodnoj je crtao karikature i često ilustrirao Hajdukove golove. Crtao je lik Paška u humorističnom prilogu Pometu, a tekst je pisao Ćićo Senjanović.
Uređivao je humoristično-satirični list Berekin, prvi moderni satirični list u Hrvata. Ostatak prve momčadi Berekina činili su Bože Žigo, Ćićo Senjanović, Momčilo Popadić, Tonči Kerum i Anatolij Kudrjavcev.
Bio je predsjendik Društva humorista, satiričara i karikaturista u Splitu.
Zbog satire bio je u komunizmu zatvoren 73 puta, mnogo je puta bio pretučen. Jednom je zabranu njegovog lista Berekina tražio sami Miljenko Smoje. To je bilo prigodom izdanja za ondašnji Dan Republike 1987. i karikature koja prikazuje Srbina koji kaže “najbolji su Albanci u Peći“. Splitska i beogradska Partija/Udba potom su organizirali njegov progon.
Do 1990-ih bio je poznata splitska osoba, a prezime Kerum vezivalo se uz njega. Usponom njegova zemljaka Željka Keruma, kao i Tončevom preranom smrću, taj se odnos promijenio.
Ni za HDZ-ovu vlast nije bio omiljen, koja ga je doživljavala kao previše "lijevog", novine Berekin proglašavali komunističkim i partizanskim, a to su ga proglašavali upravo oni koji su ga pritvarali u starom sustavu.
Dobitnik je nagrade Zlatna drača (za karikaturiste s mora) na 2. susretu karikaturista Republike Hrvatske održanom u Blatu na Korčuli 2001. godine (Dani smiha).
Karikaturama je ilustrirao knjigu aforizama Roberta Marića Ateist sam, Bog mi je svjedok i Malu antologiju bračkog humora priređivača Josipa Vranjičića i Frane Senjkovića. Autor je knjige Naprid bili. Osmislio je lik pčele s naslovnice edukativne bojanke i slikovnice sa slagalicama Pčela Mediljka autora Radoslava Raiča.
Umro je nesretnim slučajem 2002. godine. Nekrolog u Nedjeljnoj Dalmaciji napisao mu je Robert Marić.